# Церковь Святого Петра (Компьень)
Церковь Сен-Пьер-де-Мини — католическая церковь в романском стиле, расположенная в городе Компьень на севере Франции. Занесена в список исторических памятников .

## Исторический
Церковь святого Петра была построена в XII веке, для духовного окормления крестьян аббатства Сен-Корнель. Таким образом, эта церковь является самым старым зданием Компьена. В начале XVII века при храме был учрежден монастырь ордена минимов, впоследствии, с 1791 года, преобразованный в школу. К сожалению, во время Французской революции внутреннее убранство церкви было безвозвратно утрачено, колокольня, а также правая часть церкви были снесены, а скульптуры портала разрушены. В 1991—1995 годах здание было отреставрировано и оборудовано для проведения городских выставок.
Здание зарегистрировано как исторический памятник в 1927 году.

## Галерея

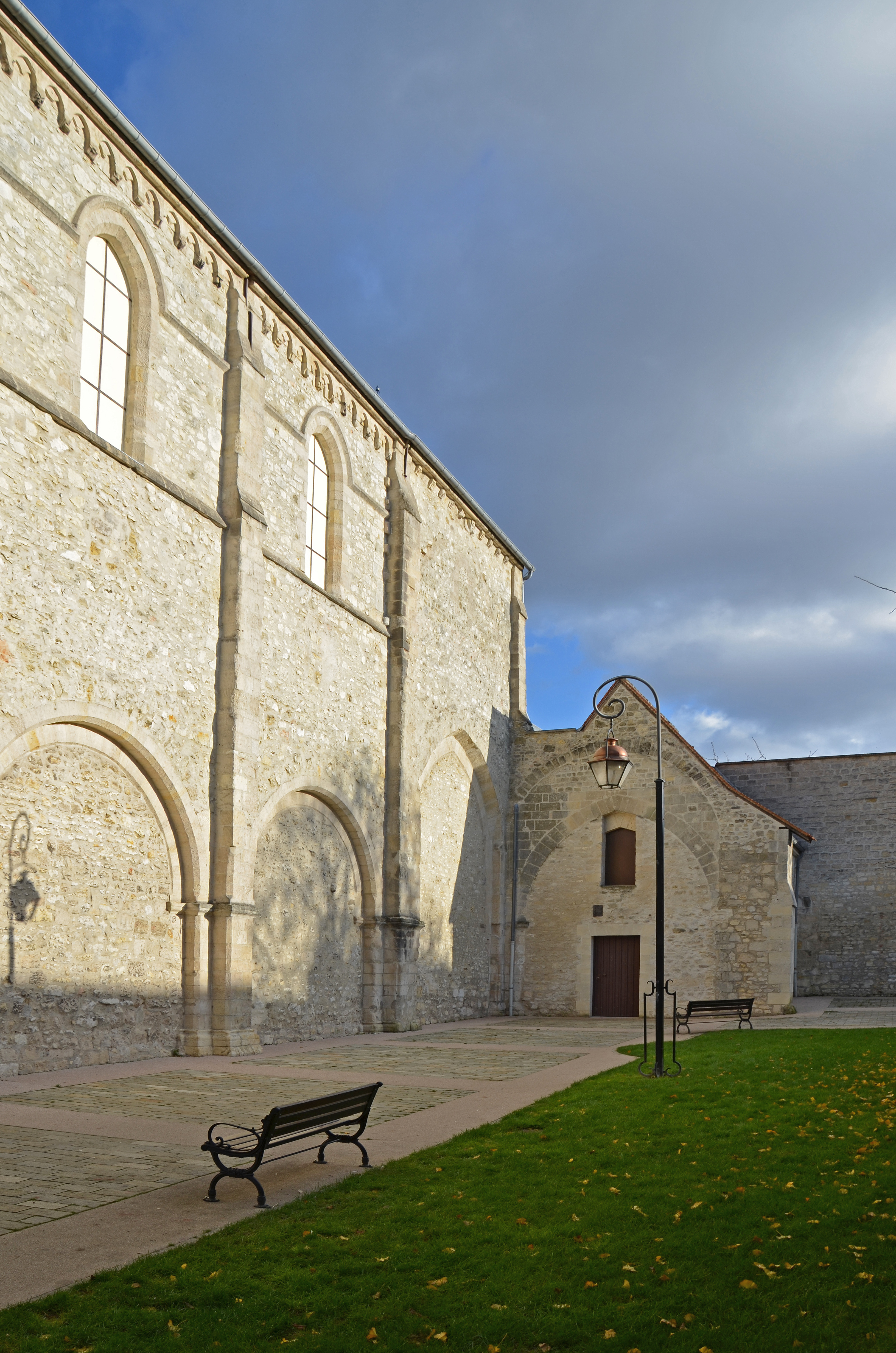
Правый неф был разрушен во время Французской революции.
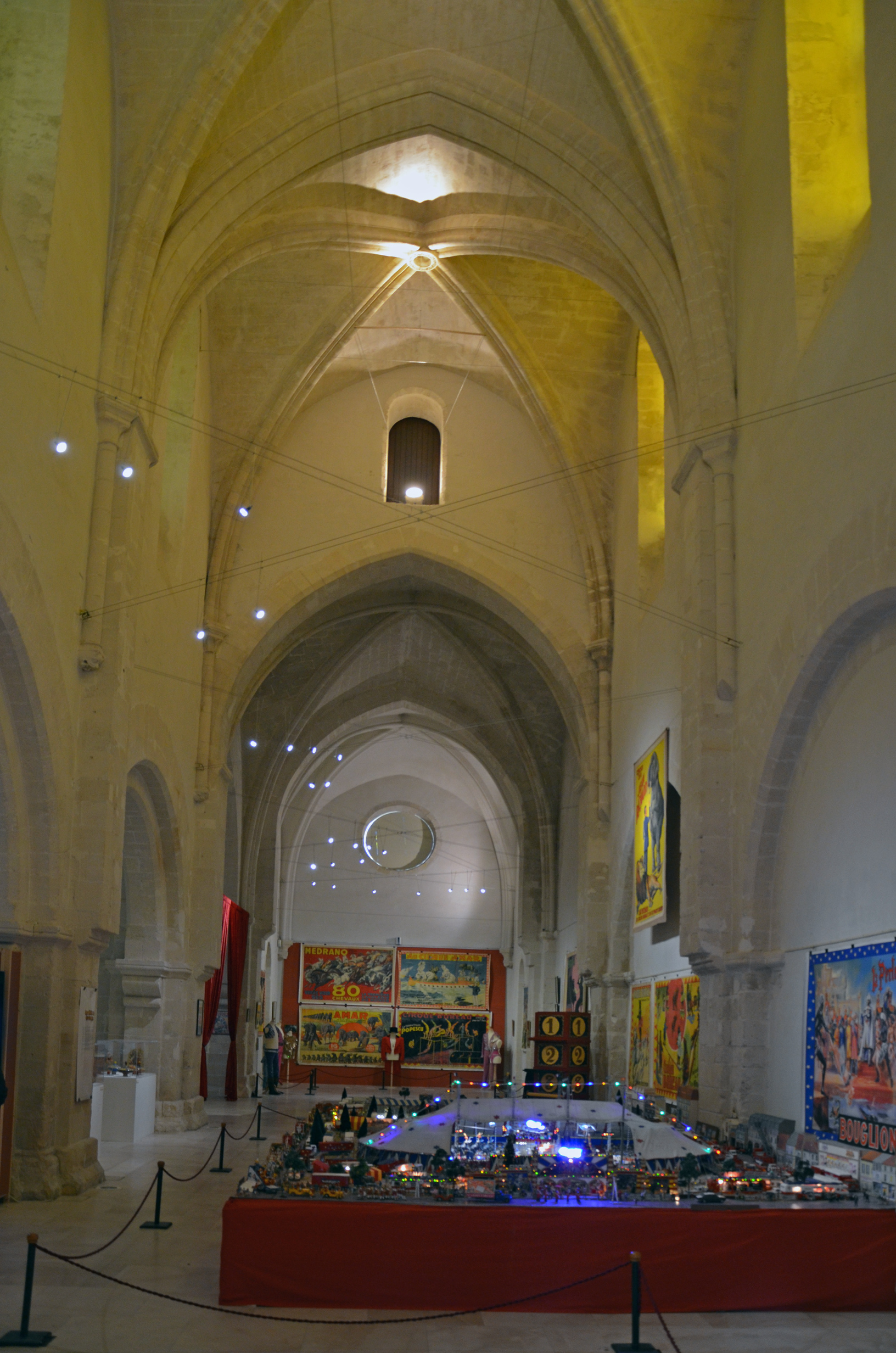
Сейчас церковь используется для временных выставок.

## использованная литература
1. ↑  Page consacrée à l'église Архивная копия от 24 октября 2020 на Wayback Machine sur le site de la Société Historique de Compiègne